# Lerista baynesi
Espèce
Synonymes
- Lerista picturata baynesi Storr, 1971

Lerista baynesi est une espèce de sauriens de la famille des Scincidae.

## Répartition
Cette espèce est endémique d'Australie. Elle se rencontre dans le sud-est de l'Australie-Occidentale et dans le sud-ouest de l'Australie-Méridionale.

## Étymologie
Cette espèce est nommée en l'honneur d'Alexander Baynes (1944-).

## Publication originale
- Storr, 1971 : The genus Lerista (Lacertilia: Scincidae) in Western Australia. Journal of the Royal Society of Western Australia, vol. 54, p. 59-75.